# Jezioro Wielkie (gmina Międzychód)
Jezioro Wielkie – jezioro w woj. wielkopolskim, w powiecie międzychodzkim, w gminie Międzychód w pobliżu wsi Gorzycko, leżące na terenie Pojezierza Poznańskiego.
Powierzchnia zwierciadła wody wynosi 62,5 ha.
Zwierciadło wody położone jest na wysokości 42,1 m n.p.m..

## Ciekawostki
Na Pojezierzu Międzychodzko-Sierakowskim, poza jeziorem Wielkim w Gorzycku
znajdują się jeszcze 2 inne jeziora o tej samej nazwie:
- koło Śródki – Jezioro Wielkie o powierzchni ponad 260 ha[2]
- koło Góry – Jezioro Wielkie o powierzchni około 33–39 ha.